# Il ritorno dei pomodori assassini
Il ritorno dei pomodori assassini (Return of the Killer Tomatoes!) è un film del 1988, diretto dal regista John DeBello. È il sequel di Pomodori assassini (1978).

## Trama
Il film è ambientato 25 anni dopo gli eventi di Pomodori assassini (denominato la Grande Guerra del Pomodoro nel film). Questi ortaggi sono stati completamente banditi e molti sono ancora terrorizzati dall'esperienza. Uno scienziato pazzo, il Prof. Cancrena (che si scoprirà essere l'artefice dei pomodori del primo film) è intenzionato a conquistare il mondo mediante una speciale macchina in grado di mutare i pomodori in esseri umani. Tra le creazioni vi è Tara, volendone fare sua amante. Ma la donna fugge assieme a FT, un pomodoro peloso frutto di un errore genetico e maltrattato dal professore. Tara s'innamorerà di Chad, un ragazzo che consegna pizze e ignaro delle origini della donna, ma il Prof. farà di tutto per riaverla accanto e attuare il suo piano malvagio.
Il film è più caratterizzato da toni demenziali, abbandonando di molto la poca atmosfera orrorifica del film precedente. Seguiranno altri due sequel, Killer Tomatoes Strike Back! (1990) e Killer Tomatoes Eat France! (1991), inediti in Italia.

## Il manifesto
Originariamente il manifesto del film era stato progettato con un motivo ricordante la Campbell Soup Company e con il volto dell'attore John Astin al centro. L'idea venne scartata per non violare il copyright del marchio dell'azienda.